# Navy Times
Navy Times est un journal américain publié 26 fois par an à l'intention du personnel actif, de réserve et retraité de la marine américaine (US Navy) et de leurs familles. Il fournit des nouvelles, des informations, des analyses, des articles sur le mode de vie de la communauté, des suppléments éducatifs et des guides de ressources. Le Navy Times traite également des gardes-côtes américains. Navy Times est publié par Sightline Media Group, une société de portefeuille de la société de capital-investissement Regent.

## Histoire
Navy Times a été fondé par Mel Ryder, propriétaire de Army Times Publishing Company, en 1951.
Ryder a commencé sa carrière dans la presse en travaillant pour Stars and Stripes, en vendant et en livrant des journaux aux troupes sur le front pendant la Première Guerre mondiale. En 1921, il s'est associé à Willard Kiplinger pour créer l'agence Kiplinger, un service de bulletins d'information. Il vend sa participation dans l'agence en 1933 et commence à publier Happy Days, un journal destiné aux membres du Civilian Conservation Corps. Sa première commande porte sur 400 exemplaires et le premier annonceur est GEICO. En 1940, Ryder crée et incorpore le journal Army Times.
En 1997, l'Army Times Publishing Company a été vendue à Gannett, puis rebaptisée Gannett Government Media (GGM). En juin 2009, Navy Times a lancé son blog "Scoop Deck".
En 2015, le groupe GGM a été intégré à TEGNA, le groupe de diffusion et d'activités numériques de Gannett. GGM a ensuite été rebaptisé Sightline Media Group.
En 2016, TEGNA a vendu Sightline à Regent, une société de capital-investissement basée à Los Angeles.

## Récompenses

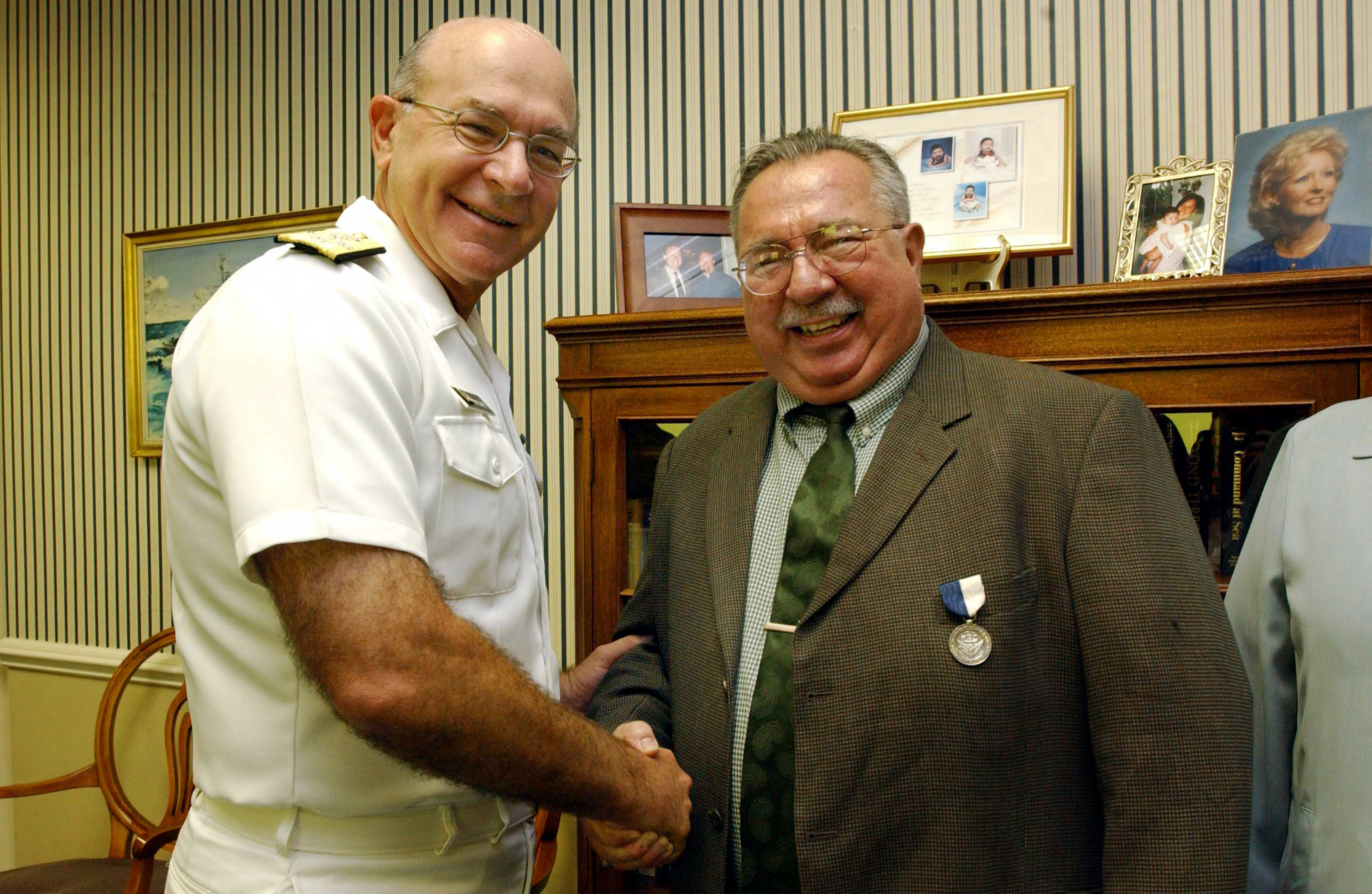
ohn Burlage recevant le prix du United States Navy Superior Public Service Award en 2002

En 2002, John Burlage, alors rédacteur principal, a reçu le  prix du service public supérieur (United States Navy Superior Public Service Award)  de la marine des États-Unis pour une carrière journalistique qui s'est étendue sur 25 ans en tant que journaliste engagé de la marine et 18 ans de plus à travailler pour le Navy Times.

## Membre de l'année du Military Times
Chaque année, Military Times rend hommage à un "héros du quotidien" : "Quelqu'un avec qui vous êtes fier de servir. Quelqu'un dont le dévouement, le professionnalisme et l'intérêt pour les autres membres du service et la communauté sont une référence pour nous tous. Il existe un Marine de l'année, un Soldat de l'année, un Marin de l'année, un Aviateur de l'année et un Garde-côte de l'année. Chaque militaire est désigné par ses pairs pour être sélectionné par le Military Times". Les lauréats sont honorés lors d'une cérémonie officielle au Capitole, à Washington D.C..

## Source
- (en) Cet article est partiellement ou en totalité issu de l’article de Wikipédia en anglais intitulé « Navy Times » (voir la liste des auteurs).